# جاك كرايستون
ويليام جون «جاك» كرايستون، من مواليد 9 أكتوبر 1910 في غرانغ أوفر ساندس في إنجلترا وتوفي في ديسمبر 1992، لاعب كرة قدم إنجليزي سابق ومدرب كرة قدم إنجليزي سابق.
و قد بدأ باللعب مع نادي بارو في عام 1928، ولعب معهم حتى عام 1930، وشارك معهم في 77 مباراة وسجل هدف واحد، وفي عام 1930 انتقل إلى نادي برادفورد، ولعب معهم حتى عام 1934، وشارك معهم في 97 مباراة وسجل 15 هدف، وفي عام 1934 انتقل إلى نادي آرسنال، ولعب معهم حتى عام 1943، وشارك معهم في 168 مباراة وسجل 16 هدف.
و قد لعب مع منتخب إنجلترا لكرة القدم بين عامي 1935 و1937، وشارك معهم في 8 مباريات وسجل هدف واحد.
و قد درب نادي آرسنال بين عامي 1956 و1958، وفي عام 1958 انتقل إلى نادي دونكاستر روفرز، ودربهم حتى عام 1961.